# Charles Fossey
Pour les articles homonymes, voir Fossey.
Charles Fossey, né le 29 juillet 1869 à Cambrai et mort le 27 novembre 1946 à Monte-Carlo, est un assyriologue français.

## Biographie
Charles Fossey étudie la philologie classique à l'École normale supérieure de 1891 à 1894, puis il est membre de l'École française d'Athènes. En 1898-1899, il travaille à l'Institut français d'archéologie orientale au Caire, puis il enseigne l'assyriologie à l'École pratique des hautes études, devenant directeur d'études en 1907.
Il succède à Jules Oppert comme professeur d'assyriologie au collège de France en 1906. Il y enseigne jusqu'à sa retraite en 1939.

## Quelques œuvres
- Avec le R.-P. Jean-Vincent Scheil: Grammaire assyrienne, Paris, 1901
- La Magie assyrienne, Paris, 1902
- Manuel d'Assyriologie, vol. 1-2, Paris, 1904–1926

- Prix Bordin (Orientalisme) 1904 de l'Académie des inscriptions et belles-lettres.
- Textes assyriens et babyloniens relatifs à la divination, Paris, 1905